# Анна Каренина (фильм, 1920)
«Анна Каренина» (нем. Anna Karenina) — немецкий немой фильм 1920 года режиссёра Фридриха Цельника, по одноимённому роману Льва Толстого.

## Сюжет
История во многом следует сюжету экранизируемого романа Льва Толстого «Анна Каренина» 1877 года.
Анна Каренина замужем в Санкт-Петербурге несчастливым браком за значительно более пожилым царским государственным чиновником, статским советником Карениным. Однажды она встречает очаровательного графа Алексея Вронского, который горячо ухаживает за ней. Каренин ставит её перед выбором: остаться с ним и с их общим сыном или начать все сначала с любовником, но отказаться от своего ребёнка. Анна выбирает графа Вронского, но когда она следует за Вронским в Венецию, тот теряет к ней интерес и отворачивается от нее. Анна снова возвращается в Санкт-Петербург, где её ребёнок тяжело болен, но возвращение домой и к Каренину невозможно. Анна кончает жизнь самоубийством.

## В ролях
- Лия Мара — Анна Каренина
- Йоханнес Риманн — граф Алексей Вронский
- Генрих Пир — статский советник Каренин, супруг Анны
- Рудольф Форстер — граф Левин
- Ольга Энгл — княгиня Щербацкая

А также Фриц Ахтерберг, Йозеф Коммер, Мелитта Клефер, Лю Л’Арронж, Дора Шлютер, Фриц Шульц.

## Критика
«Анна Каренина» не содержит ничего из обычно мрачных произведений Льва Толстого и полна острой, пугающей правды. Вряд ли найдется лучший исполнитель этой роли, чем Лия Мара. Ее искусство достигает своей высшей точки в сцене, где она встречает своего ребенка после блаженной встречи с Алексеем. Йоханнес Риманн превосходно имитирует несимпатичную фигуру Алексея, однако ему больше подходят более благородные роли. Генрих Пир превосходен в роли статского советника Каренина.— австрийский журнал «Die Filmwelt», 1921 год